# Zoltán Kammerer
Zoltán Kammerer (Vác, 10 marzo 1978) è un canoista ungherese.
Ha vinto tre titoli olimpici: una medaglia d'oro nek K2 500 m a Sydney 2000 e due nel K4 1000 m sia a Sydney che ad Atene 2004.
Dal maggio 2023 è Sindaco della città di Göd. 

## Palmarès
- Olimpiadi

Sydney 2000: oro nel K2 500 m e nel K4 1000 m.
Atene 2004: oro nel K4 1000 m.
Londra 2012: argento nel K4 1000 m.
- Mondiali

1997 - Dartmouth: oro nel K4 500 m.
1999 - Milano: oro nel K4 1000 m e bronzo nel K4 500 m.
2001 - Poznań: argento nel K4 1000 m.
2002 - Siviglia: bronzo nel K2 500 m.
2003 - Gainesville: argento nel K4 1000 m.
2006 - Seghedino: oro nel K2 1000 m e bronzo nel K2 500 m.
2007 - Duisburg: bronzo nel K2 500 m e K2 1000 m.
2010 - Poznań: argento nel K2 1000 m.
Račice 2017: argento nel K4 1000m.
- Campionati europei di canoa/kayak sprint

Plovdiv 1997: oro nel K4 500m e nel K4 1000m.
Zagabria 1999: argento nel K2 500m e K2 1000m.
Poznań 2000: argento nel K4 1000m.
Seghedino 2002: argento nel K2 500m e nel K4 1000m.
Poznań 2004: oro nel K4 1000m.
Poznań 2005: bronzo nel K2 500m.
Račice 2006: oro nel K2 1000m e argento nel K2 500m.
Pontevedra 2007: oro nel K2 1000m.
Milano 2008: argento nel K4 500m.
Brandeburgo 2009: argento nel K2 500m.
Trasona 2010: argento nel K2 1000m.
Montemor-o-Velho 2013: bronzo nel K4 1000 m.